# 北川武 (陸軍軍人)
北川 武（きたがわ たけし、1858年（安政5年） - 1913年（大正2年）1月2日）は、日本の陸軍軍人。最終階級は陸軍少将。位階勲等功級は、従四位・勲三等・功四級。陸軍電信部隊の創設者。

## 略歴
- 三河国渥美郡（現在の愛知県田原市）大庭要を父として生れる。後、北川家に養子として入る。
- 1875年（明治8年）、陸軍幼年学校に入る。
- 1879年（明治12年）12月22日、陸軍士官学校旧3期を卒業、任官[1]。
- 1891年（明治24年）3月、北海道士族北川誠一の長女ギンと結婚[2]。
- 1893年（明治26年）7月22日、陸軍工兵大尉北川武、ドイツ留学を仰付られる
- 日清戦争開戦に伴い帰国。
- 1895年（明治28年）9月27日、陸軍工兵少佐
- 1896年（明治29年）2月、占領地総督部兵站司令官を免ぜられ、工兵会議審査官に補される[3]
- 同年5月、軍事視察のためドイツ駐在を仰付られる[4]
- 1898年（明治31年）10月14日、ドイツ駐在を免ぜられ、砲工学校教官兼鉄道大隊御用を命じられる[5]
- 1902年（明治35年）10月29日、陸軍砲工学校教官兼陸軍工兵会議議員工兵中佐北川武、陸軍大学校兵学教官兼任を命じられる[6]
- 1902年（明治35年）12月19日、大佐。新設の電信教導大隊長[1]
- 1905年（明治38年）3月11日、陸軍電信教導大隊長工兵大祭北川武、工兵監事務取扱を仰付られる[7]
- 1907年（明治40年）10月22日、電信教導大隊を改組した電信大隊の大隊長に任ぜられる[8]
- 1909年（明治42年）5月24日、病のため休職[9]
- 1911年（明治44年）9月6日、少将に昇進し、即日、予備役編入
- 1913年（大正2年）1月2日、脳溢血に倒れ、逝去[10]

## 栄典
位階
- 1891年（明治24年）12月28日 - 正七位[11]
- 1903年（明治36年）3月30日 - 従五位[12]
- 1908年（明治41年）5月30日 - 正五位[13]
- 1911年（明治44年）9月30日 - 従四位[14]

勲章等
- 1893年（明治26年）11月29日 - 勲六等瑞宝章[15]
- 1903年（明治36年）11月25日 - 勲四等瑞宝章[16]